# AS.34 Kormoran

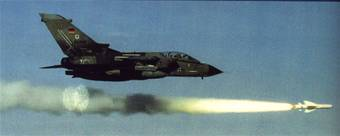
Deutscher Tornado der Marineflieger (MFG 2) feuert eine AS.34 Kormoran ab.

Die AS.34 Kormoran ist eine luftgestützte Anti-Schiffs-Rakete, die ursprünglich von MBB (heute Airbus Defence and Space) für die Marineflieger der Bundesmarine entwickelt wurde.
Die Bundeswehr erwog Anfang der 1960er Jahre, die amerikanische AGM-12 Bullpup oder die französische AS.30 als Anti-Schiff-Rakete zu beschaffen. Beide Raketen erfüllten aber nicht die Ansprüche. So beauftragte man im Jahr 1964 MBB, die Kormoran zu entwickeln. Als Basis wurde die französische AS.33 genommen und gemeinsam mit Aérospatiale zur AS.34 weiterentwickelt. Den Namen Kormoran bekam die AS.34 erst nach 1967. Da zur gleichen Zeit (1967) Aérospatiale die Exocet entwickelte, sind beide Raketen weitgehend identisch.
Die Kormoran verfügt über zwei Feststoffbooster mit einer Brenndauer von einer Sekunde und über einen Feststoff-Raketenmotor mit 100 s Brenndauer. Ziele werden passiv oder per aktivem Radar erfasst. Des Weiteren ist sie mit einem Radarhöhenmesser ausgestattet, was ihr eine Mindestflughöhe von 3 m über dem Wasser ermöglicht. Die Kormoran ist eine nach dem Fire-and-Forget-Prinzip operierende Rakete. Erste Flugtests fanden 1969 mit der F-104G statt und ab 1973 startete die Serienfertigung. Es wurden insgesamt 350 AS.34 Kormoran 1 geliefert.
Ab 1983 begann die Entwicklung der Kormoran-2, einer verbesserten Version der Kormoran. Bei ihr wurde die analoge Elektronik gegen digitale ausgetauscht. Dadurch ist sie wesentlich resistenter gegen Elektronische Gegenmaßnahmen. Der Radarsuchkopf, die Booster und der Hauptantrieb wurden ersetzt. Deshalb und weil die neue Elektronik weniger Platz einnimmt, konnte ein größerer Gefechtskopf (235 kg statt 160 kg) verbaut werden. Die Kormoran-2 wiegt 630 Kilogramm (30 kg mehr als die Kormoran 1).
Der Gefechtskopf besitzt die Besonderheit, dass in seinem Mantel 2 × 9 projektilbildende Ladungen (EFP) eingearbeitet sind. Diese können bis zu 12 Schotts durchschlagen.
Für den Einsatz vom Mehrzweckkampfflugzeug Panavia Tornado aus musste eine spezielle Datenschnittstelle (MCS 3) und ein spezieller Launcher eingesetzt werden. 1991 wurde die erste von 140 AS.34 Kormoran 2 in Dienst gestellt.

## Nutzer
- Deutschland: 350 Kormoran 1 / 140 Kormoran 2. 2012 ausgemustert
- Italien: 40 Kormoran 1

## Andere Seezielflugkörper
- AGM-84 Harpoon
- Exocet
- RBS15
- Sea Eagle
- SS-N-25 Switchblade